# Metopius buscus
Metopius buscus là một loài tò vò trong họ Ichneumonidae.